# Jay Albert Nock

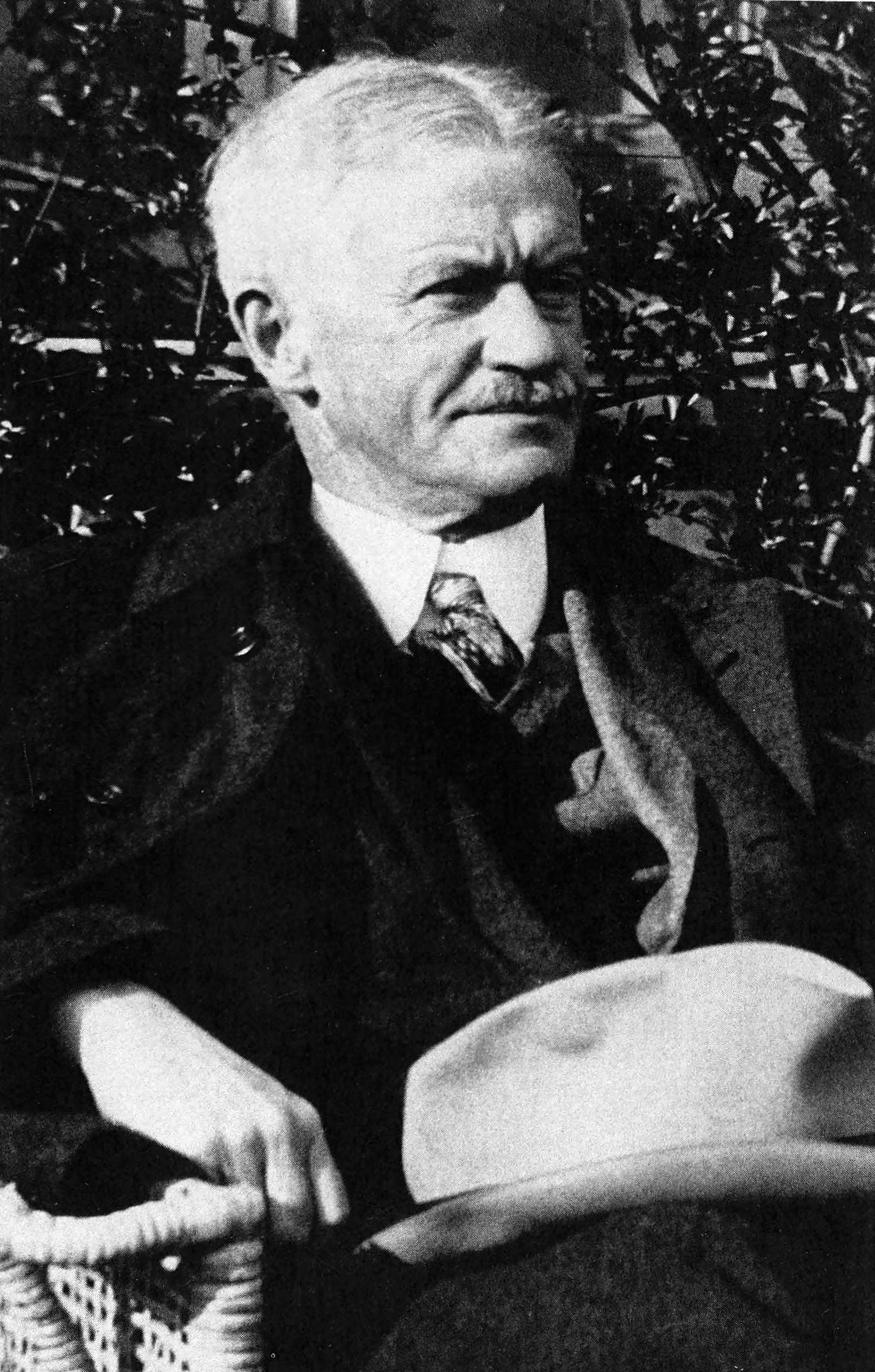
Albert Jay Nock

Jay Albert Nock (ur. 13 października 1870, zm. 19 sierpnia 1945) – amerykański krytyk społeczny, publicysta i teoretyk libertarianizmu. Nock był protolibertarianinem i jednym z prekursorów rodzącego się anarchokapitalizmu.

## Życie
Urodził się jako syn pastora w Scranton w Pensylwanii, a dorastał na nowojorskim Brooklynie. Odbierał edukację domową, chlubił się z faktu, że nie odbierał nauki od państwowych instytucji na żadnym szczeblu i nie miały one wpływu na niego. W 1897 roku otrzymał święcenia pastorskie, a następnie został proboszczem parafii w Titusville, gdzie poznał przyszłą małżonkę. W 1900 roku ożenił się z Agnes Grumbine, z którą miał dwójkę dzieci. Małżeństwo przetrwało zaledwie kilka lat. Po rozwodzie, Nock zrezygnował także z posługi kapłańskiej by poświęcić się dziennikarstwu. Zaraz po tych wydarzeniach w 1908 roku przeprowadził się do Nowego Jorku, gdzie pisał dla "American Magazine".
W 1914 roku rozpoczął pracę w magazynie The Nation, związanym ze środowiskami liberalnego kapitalizmu. Jedno z wydań gazety zostało skonfiskowane przez Urząd Pocztowy z powodu artykułu Nocka w którym skrytykował prezydenta Wilsona za dążenie do dołączenia USA do I wojny światowej oraz wyraził oburzenie wsparciem tych działań przez prezydenta Amerykańskiej Federacji Pracy Samuela Gompersa. 
Nock był pod dużym wpływem wydanej w 1915 roku w języku angielskim książki Franza Oppenheimera „Państwo”, na którego definicji środków ekonomicznych i politycznych, będzie później opierał się w swoich dziełach.
W latach 1920–24 był współwydawcą magazynu The Freeman skupiającego środowisko tzw. Starej Prawicy, a od 1924 roku freelancerem. 
W latach 1931–33 Nock udzielił kilku odczytów na swoim alma matter Bard Collage i Uniwersytecie stanu Wirginia. Wykłady stały się podstawą najbardziej znanej jego książki „Państwo – nasz wróg”, w której całościowo zaprezentował swoją polityczną koncepcję. 
W tym czasie Nock nie miał już złudzeń, że zmiana sytuacji społecznej może nastąpić szybko i radykalnie. Nie wierząc, że uda się przekonać społeczeństwo do radykalnego ograniczenia wpływu państwa oraz odcinając się od pomysłów na zbrojny przewrót, Nock proponował „Remanent”. Jest to koncepcja oparta na działaniach niewielkich grup osób świadomych natury państwa, które miałyby stać się motorem zmian w sytuacji krytycznej, gdy status quo będzie już nie do utrzymania. A to, zdaniem Nocka, może wystąpić dopiero w odległej przyszłości. W swojej autobiografii „Memoirs of a Superfluous Man” („Pamiętnik zbędnego człowieka”), wydanej dwa lata przed śmiercią, Nock pisał: „(Moi nauczyciele) wiedzieli, że nie każdy jest edukowalny, wręcz przeciwnie, zdawali sobie sprawę, że tylko nieliczni są pojętni, w istocie bardzo nieliczni. Traktowali to jak coś naturalnego, jak np. to, że tylko niektórzy mają 180 cm.”. 
Nock zmarł na białaczkę w 1945 roku.

## Poglądy
Nock określał siebie jako filozoficznego anarchistę. Twierdził, że państwo sankcjonuje i wykorzystuje monopol na przemoc zniewalając społeczeństwo, które, by być prawdziwie wolne, powinno odrzucić wszelką państwowość. Był przeciwnikiem centralizacji władzy, podatków, regulacji, obowiązku edukacji, a także wszelkich form totalitaryzmów (faszyzmu, nazizmu, komunizmu, marksizmu) oraz demokracji.
W latach trzydziestych XX wieku był przeciwnikiem New Dealu, o którym twierdził, że jest wykorzystywany do zwiększenia kontroli państwa nad społeczeństwem. Twierdził, że dzięki temu programowi prezydent Franklin Roosevelt skupił w swoich rękach bezprecedensową władzę i nazywał to autentycznym zamachem stanu. Nie zgadzał się z opiniami, że jest to czasowy program naprawczy, twierdząc, że w konsekwencji spowoduje on trwałą zmianę. Był przekonany, że polityka inflacyjna republikańskiej administracji w latach dwudziestych XX wieku była przyczyną Wielkiego Kryzysu. 
Był przeciwnikiem wojny i imperialnej polityki Stanów Zjednoczonych. Wierzył, że wojna przynosi społeczeństwu tylko szkody wyjaśniając, że nieuchronnie prowadzi do kolektywizacji i militaryzacji oraz umacnia wiarę w przemoc, na czym zawsze cierpią niewinne jednostki. W czasie I wojny światowej napisał The Nation, książkę, która ze względu na swój pacyfizm została ocenzurowana przez administrację prezydenta Wilsona. Przed II wojną światową w swoich artykułach potępiał interwencjonizm i politykę Roosevelta zmierzającą do wciągnięcia USA w działania wojenne.
Największy rozgłos zyskał dopiero po śmierci, gdy do jego twórczości sięgnęli wolnościowi myśliciele tacy jak Murray Rothbard, Frank Chodorov czy Leonard Read. Od tego czasu Nock zaczął być uważany za jednego z prekursorów anarchokapitalizmu.